# Colchicum parlatoris
Colchicum parlatoris là một loài thực vật có hoa trong họ Colchicaceae. Loài này được Orph. miêu tả khoa học đầu tiên năm 1876.